# Waldo P. Johnson
Waldo P. Johnson (Bridgeport, 1817. szeptember 16. – Osceola, 1885. augusztus 14.) az Amerikai Egyesült Államok szenátora (Missouri, 1861–1862).